# Daviesia latifolia
Daviesia latifolia är en ärtväxtart som beskrevs av Robert Brown. Daviesia latifolia ingår i släktet Daviesia, och familjen ärtväxter. Inga underarter finns listade i Catalogue of Life.